# Bojtár László
Bojtár László (Mohács, 1926. február 21. – Mohács, 1995. november 13.) magyar zeneszerző, katolikus kántor. Népzenei feldolgozások, orgonaművek, oboaművek, kórusok komponistája, mohácsi helytörténeti kutató, újságcikkek szerzője, pályázatok díjazottja. „A magyar orgonazene poétája.” (Gergely Ferenc) Zenei fejlődését Bárdos Lajos irányította.

## Élete
Édesapja Bojtár János kereskedő, édesanyja Horváth Katalin varrónő volt. A gimnáziumot szülővárosában kezdte, majd a ciszterek pécsi Nagy Lajos Gimnáziumában folytatta, és ott érettségizett 1944-ben. A háború után a pécsi egyetem jog- és államtudományi karán szerzett abszolutóriumot.
Pécsi Sebestyén zeneakadémiai professzor 1948-ban mutatta be egy bírálatra hozzá küldött művét a budapesti Bazilikában. 1949-től 40 éven át katolikus kántori szolgálatot látott el szülővárosában, Mohácson. Kitartott tehát a nehéz időkben is.
Mérföldkő volt életében, hogy egy Magnificat-pályázat eredményeképp Bárdos Lajossal került kapcsolatba, aki így vélekedett: "valamennyi művében erős zenélő készség nyilvánul meg". Ettől fogva fejlődését irányította az idős mester. Az ökumené Bojtár László működésének idején széles körben nem volt elfogadott, de ő kézenfekvő természetességgel közreműködött alkalmanként minden felekezet /református, evangélikus, izraelita/ rendezvényein.
1978-ban részt vett a református egyház által meghirdetett korálvariáció-pályázaton, és belekerült munkája az általuk publikált kötetbe.
1989-ben a miskolci Szent Anna egyházközség által kiírt pályázatra küldött hét orgonadarabját „Életművéért” első díjban részesítette. Kilenc orgona-kompozícióját  Áment Lukács előadásában különböző CD-ken hallhatjuk. Bojtár László orgonamuzsikája címmel CD jelent meg, melyen Alföldy-Boruss Csilla, Áment Lukács, Kovács Róbert, Mali Katalin, Soós Gábor orgonál, oboán közreműködik Bojtár Imre.
Komponista működésének másik fő területe a népzenei feldolgozás. Ezek folyamatosan szerepeltek - részben ma is hallhatók - rádióműsorokban. A mohácsi iskolák részére számos mesejátékot komponált Bojtár László. Ezek közül kiemelkedik az 1967-ben bemutatott gyermekopera.
Két emlékhangverseny anyaga CD-n is megjelent, melyeket a Magyar Rádió szintén műsorán tartott. Egyik lemezen Fúvósötösét az egykori budapesti Concordia fúvósötös játssza. A műveit tartalmazó szerzői CD-n oboa-zongora darabok, kórusművek, orgonadarabok, kamarazenekari kíséretes énekszólók, a ma már muzeális értéket képviselő Magyar Állami Népi Együttes szerepel.
Kórusműveit mohácsi, pécsi, győri és budapesti kórusoknak ajánlotta. Oboa-zongora művei részben a népdalfeldolgozás, részben a népdalok hatására írt kompozíciók kategóriájába sorolhatók.
A londoni International Music Museum őrzi Bojtár László anyagát.
A Bölcsészettudományi Kutatóközpont Zenetudományi Intézetében szintén fellelhetők művei. Életműve feldolgozásra vár.
Előadóként is fórumot kapott népzenével foglalkozó műsorokban a budapesti, a pécsi és az újvidéki rádióban.
Mohács művelődéstörténetének megszállott kutatója volt. Ezt jelzi három akadémiai pályadíj, nyolc kötetnyi kéziratos monográfia és a helyi, valamint megyei sajtóban publikált 300 újságcikk. 1988-ban Baranya megye részesítette „kiváló munkáért” kitüntetésben, 1993-ban Mohács városa tisztelte meg díszpolgári címmel.

## Főbb művei
- Mohácsi bokréta (Állami Népi Együttes – kórus, zenekar, szólisták))
- Kamarazenei népdalfeldolgozások (Magyar Rádió, Pécsi rádió, Újvidéki Rádió)
- Daljátékok, kísérőzenék iskolák részére
- A halászlegény titka - gyermekopera

Orgonaművek
- Nyolc orgonadarab - Nászinduló és fúga, Pastorale, Betlehemi ringató, Canzona és fúga, Megkésett Kodály-sirató, Változatok pentaton témára, Vajk keresztelése, Szent István-fantázia
- Tizenegy orgonadarab - Preludio elegico, „Christus vincit” - fantázia,Improvizáció a „Veni, creator” témájára, Feltámadt Krisztus e napon…(Improvizáció), Neobarokk fantázia és fúga, Romantikus fúga egy Händel-témára, Passacaglia és fúga pentaton témára, Variációk és fughetta a „Sziklahitű László” kezdetű népének dallamára, Fantázia a Szent Erzsébet-ének dallamára, Improvizáció a Szent Imre-ének dallamára, Improvizáció az „Uram, Jézus” kezdetű népének dallamára
- Két korálvariáció orgonára - Variációk és fughetta a 256. korál dallamára, Korálvariáció (225. korál)

Oboaművek
- Változatok egy mohácsi népdalra - oboára zongorakísérettel
- Oboaművek zongorakísérettel - Három mohácsi népdal, Két mohácsi népdal, Megkésett Kodály-sirató, Három oboadarab
- Oboaművek orgonakísérettel - Megkésett Kodály-sirató, Betlehemi ringató
- Zeneszerző-arcképek egy gyermekdal tükrében

Klarinétművek
- Három mohácsi népdal - klarinétra zongorakísérettel
- A bohóc bevonulása - klarinétra zongorakísérettel - könnyű klarinétdarab

Hegedű
- Dúdoló - hegedűre zongorakísérettel - könnyű hegedűdarab

Kórusművek
- Mohácsi dal - 3 szólamú női karra
- Mohácsi dal - vegyeskarra
- Bicinium mohácsi népdalokra - 2 szólamú ének
- Emléktábla-avatásra - 3 szólamú női karra
- Magyar etűdök - 3 szólamú gyermekkarra
- Malomnóta - 3 szólamú gyermekkarra
- Lajos király siratása - 3 szólamú gyermekkarra
- Tündértánc „A halászlegény titka” című gyermekoperából - 3 szólamú gyermekkarra
- Mezei virágcsokor – vegyeskarra
- Legyen a muzsika mindenkié! – vegyeskarra
- A Duna partján – vegyeskarra zongorakísérettel
- Magyar Magnificat – vegyeskarra
- A hajnal elébe - vegyeskarra
- Emlékezés - vegyeskarra
- Találkozások útján - vegyeskarra
- Christus vincit - kórusfúga vegyeskarra, oboaszólóra orgonakísérettel
- Betlehemi ringató – vegyeskarra orgonakísérettel

Kamarazene
- Prelúdium és fúga - fúvósötösre
- Canzona és fúga - fúvóskvartettre (oboa, klarinét, kürt, fagott)

Dalok
- Ave Maria - szopránszólóra orgonakísérettel
- Csodafiú-szarvas - baritonszólóra zongorakísérettel
- Töredék - Radnóti versére - baritonszólóra zongorakísérettel
- Három szerelmes dal Radnóti Miklós versére (Rejtettelek, Két karodban, Este a hegyek között) - baritonszólóra zongorakísérettel

## Diszkográfia
- 1996 Orgonamuzsika a Pannonhalmi és a Tihanyi Apátság templomából – Bencés Kiadó
- 1998 Bojtár László műveiből (From the compositions of László Bojtár)
- 2000 Milleniumi orgonaszó – Pannonhalmi Főapátság
- 2003 A Mohácsi Park Utcai Általános Iskola kórusai
- 2004 Egy év ünnepei - Pannonhalmi Főapátság
- 2006 Maradj velünk – a Tihanyi Bencés Apátság Templomi énekkarának CD-je - do-lá stúdió
- 2007 30 év – A Mohácsi Bartók Béla Vegyeskar CD-je (30 years - The Bartók Béla Mixed Choir of Mohács) - do-lá stúdió
- 2008 A Rába Dal- és Társaskör karácsonyi CD-je
- 2010 Bojtár László orgonamuzsikája (László Bojtár's Organ Music) – Bojtár Zenei Bt.
- 2012 Gregorián ének és orgonamuzsika Pannonhalmáról - Pannonhalmi Főapátság

## Díjnyertes helytörténeti pályaművek
- Pécsi Akadémiai Bizottság (Mohácsi Jenő Könyvtár - Mohács)
- A régi Mohács zenei hagyatéka
- Mohács zenei életének fejlődéstörténete
- Mohács kulturális fejlődésének története
- Mohács színjátszásának története az első világháborúig
- Hergerth József pályafutása (a Brahms baráti köréhez tartozó Joachim József hegedűművész tanítványa)

## Elismerései
- Kiváló Munkáért [8]
- „Életművéért” első díj [9]
- Díszpolgári cím [10]

## Galéria
- Bojtár László: Pastorale - dr. Áment Ferenc Lukács – orgona
- Bojtár László: Nászinduló és fúga - Kovács Róbert – orgona
- Bojtár László: Megkésett Kodály-sirató /Bojtár Imre – oboa, Soós Gábor – orgona
- Bojtár László: Változatok egy mohácsi népdalra - Bojtár Imre – oboa, Gál Anikó – zongora
- Bojtár László: Csodafiú-szarvas - Kőszegi-Németh József – ének, Gál Anikó – zongora
- Bojtár László: A Duna partján - Budapesti Kórus, vezényel Timkó Gábor, km. Almásy László Attila – zongora
- Bojtár László: Legyen a muzsika mindenkié! - Budapesti Kórus, vezényel Timkó Gábor
- Bojtár László: Magyar Magnificat - Rába Dal- és Társaskör, vezényel Gál Anikó
- Bojtár László: Magyar etüdök - Budapesti Kodály Zoltán Ének-Zenei Általános Iskola Zingarelli kórusa, vezényel Őri Csilla
- Bojtár László: Christus vincit - Győri Bazilika Palestrina kórusa, vezényel Katona Tibor, km. Cziglényi László – orgona, Bojtár Imre – oboa
- Bojtár László: Verébtánc - Gál Anikó - zongora
- Bojtár László: Kakastánc - Gál Anikó - zongora
- Bojtár László: Ördögtánc - Gál Anikó - zongora
- Bojtár László: Méhek tánca - Gál Anikó - zongora
- Bojtár László: Polonéz - Gál Anikó - zongora
- Bojtár László: Manók tánca - Gál Anikó - zongora
- Bojtár László: Keringő - Gál Anikó - zongora
- Bojtár László: Hamupipőke tánca - Gál Anikó - zongora
- Bojtár László: Zeneszerző-arcképek egy gyermekdal tükrében - Bojtár Imre - oboa